# Burden (Kansas)
Burden is een plaats (city) in de Amerikaanse staat Kansas, en valt bestuurlijk gezien onder Cowley County.

## Demografie
Bij de volkstelling in 2000 werd het aantal inwoners vastgesteld op 564.
In 2006 is het aantal inwoners door het United States Census Bureau geschat op 546, een daling van 18 (-3,2%).

## Geografie
Volgens het United States Census Bureau beslaat de plaats een oppervlakte van
1,4 km², geheel bestaande uit land. Burden ligt op ongeveer 421 m boven zeeniveau.

## Plaatsen in de nabije omgeving
De onderstaande figuur toont nabijgelegen plaatsen in een straal van 28 km rond Burden.